# Dr. Vegas
Доктор Вегас (енгл. Dr. Vegas) америчка је серија која се емитовала на Си-Би-Ес-у од 
24. септембра до 29. октобра 2004.

## Улоге
| Глумац         | Улога           |
| -------------- | --------------- |
| Роб Лоу        | др Били Грант   |
| Сара Ланкастер | Вероника Харолд |
| Џо Пантолијано | Томи Данко      |
| Том Сајзмор    | Вик Мур         |
| Адам Кларк     | Френк Броз      |
| Ејми Адамс     | Алис Доерти     |